# أيمن عادل (لاعب كرة قدم مواليد 1996)
أيمن عادل لاعب كرة قدم مصري ، من ناشئي الأهلي ، ويلعب حاليًا لنادي وادي دجلة في مركز الظهير الأيمن.

## مسيرته الكروية

### بداياته مع ناشئي الأهلي
كانت بداياته في قطاع الناشئين بالنادي الأهلي (مواليد 1996) ومن جيله في الفريق: رمضان صبحي وكريم حافظ ومحمد هاني ، وكان هذا الجيل في النادي دائمًا ما يفوز بالبطولات ولم يخسر بطولة يشارك بها أو يحقق مركز غير المركز الأول. وكان سبب رحيله عن الفريق أن القطاع اعترض على أن انضمامه لأكاديمية فرنسية لكرة القدم حتى 18 سنة وبعدها يتم تسويقه لأندية أوروبا، كما أنه لم يجد اهتمام بالناشئين في النادي الأهلي، وعندما جاءه عرض رحل.

### رحيله عن الأهلي
يعتبر هو أحد مواهب قطاع الناشئين، رحل عن الأهلي وهو في مرحلة البراعم ومنها إلى أوروبا من بوابة أكاديمية فرنسية حتى سن 18 ، وفي أوروبا ضمه ماجد سامي مالك ليرس البلجيكي ووادي دجلة للعب في صفوف ليرس.

### ليرس
ليرس كان بالنسبة له مرحلة مؤقتة مثل وادي دجلة وانتقل إلى ليرس لكي يصنع اسم له في أوروبا ولكن هناك في بلجيكا حدثت له بعض المشاكل فطلب من ماجد سامي أن يعيره إلى وادي دجلة.

### وادي دجلة
انتقل إلى وادي دجلة على سبيل الإعارة وظل في صفوف الفريق الدجلاوي موسمًا ولكن القدر لم يحالفه ؛ فأصيب بقطع في الرباط الصليبي خلال مشاركته في مباراة فريقه ضد غزل المحلة بمسابقة الدوري الممتاز، ليسافر إلى ألمانيا لإجراء عملية جراحية، وخاض برنامج تأهيلي لمدة أسبوعين في بلجيكا، بعد الانتهاء منه عاد إلى ألمانيا للمتابعة مع الطبيب الذي أجرى له عملية الرباط الصليبي، وبعدها عاد إلى مصر وبدأ مرحلة التأهيل ثم ثلاثة أشهر وعاد إلى ألمانيا للمتابعة، واستكمل التأهيل في مصر.

كان وادي دجلة بالنسبة له مرحلة مؤقتًا، فكان يلعب في ليرس البلجيكي وتمت إعارته لوادي دجلة موسم 2014–2015 ، وبعد انتهاء الموسم طلب من ماجد سامي أن يجدد إعارته لوادي دجلة موسمًا آخر، والسبب الأقوى هو منتخب مصر ؛ لأنه مع دجلة سوف يكون تحت عيون المنتخب أكثر من ليرس والدوري البلجيكي، وكان ينوي أن يعود مرة أخرى لأوروبا نهاية الموسم قبل الإصابة.

### العودة للدوري البلجيكي
في 21 أكتوبر 2016 نجح مسئولو ليرس في ضمه مرة أخرى من نادي وادي دجلة ؛ حيث طلب المدير الفني للفريق من ماجد سامي مالك النادي ضمه لتدعيم صفوف الفريق في يناير بعد إعجابه بقداراته، خاصة وأن الظهير الأيمن لفريق ليرس تعرض لإصابة كبيرة بقدمه اليمني.

### مع المنتخب
كان يشارك مع وادي دجلة باستمرار والكل يشيد بأدائه مع الفريق، ولكن الجهاز الفني للفراعنة كان يتجاهله بطريقة لا يعرف سببها.

## مثله الأعلى
يَعتبر مثله الأعلى محمد أبو تريكة نجم الأهلي ومنتخب مصر من الناحية الفنية والأخلاقية وفي مركزه الظهير الأيمن داخل مصر أحمد فتحي وخارج مصر دانييل ألفيس.

## إحصائيات مشاركاته
آخر تحديث في 15 مايو 2018

### مع الأندية
| الفريق    | الموسم    | الدوري  | الدوري | الكأس   | الكأس | البطولات القارية | البطولات القارية | الإجمالي | الإجمالي |
| الفريق    | الموسم    | مشاركات | أهداف  | مشاركات | أهداف | مشاركات          | أهداف            | مشاركات  | أهداف    |
| --------- | --------- | ------- | ------ | ------- | ----- | ---------------- | ---------------- | -------- | -------- |
| وادي دجلة | 2013–2014 | 0       | 0      | 3       | 0     | 0                | 0                | 3        | 0        |
| وادي دجلة | 2014–2015 | 7       | 0      | 1       | 0     | —                | —                | 8        | 0        |
| وادي دجلة | 2015–2016 | 14      | 0      | 0       | 0     | —                | —                | 14       | 0        |
| وادي دجلة | 2016–2017 | 1       | 0      | 0       | 0     | —                | —                | 1        | 0        |
| وادي دجلة | 2017–2018 | 0       | 0      | 0       | 0     | —                | —                | 0        | 0        |
| وادي دجلة | الإجمالي  | 22      | 0      | 4       | 0     | 0                | 0                | 26       | 0        |